# ستان ماكنزي (لاعب كرة قدم أسترالية)
ستان ماكنزي (بالإنجليزية: Stan McKenzie)‏ هو لاعب كرة قدم أسترالية أسترالي، ولد في 30 أغسطس 1896 في Heywood, Victoria ‏ في أستراليا، وتوفي في 13 سبتمبر 1985 في Mont Albert, Victoria ‏ في أستراليا.

## وصلات خارجية
- ستان ماكنزي على موقع AustralianFootball.com (الإنجليزية)
- ستان ماكنزي على موقع AFLtables.com (الإنجليزية)